# Han Soon-chul
Han Soon-Chul est un boxeur sud-coréen né le 30 décembre 1984.

## Carrière
Médaillé d'argent aux Jeux olympiques de Londres en 2012 en poids légers, sa carrière amateur est également marquée par une médaille d'argent et une médaille de bronze remportées respectivement aux Jeux asiatiques de Doha en 2006 dans la catégorie poids coqs et à ceux de Canton en 2010 en poids légers.

## Palmarès

### Jeux olympiques
- Médaille d'argent en -60 kg aux Jeux de 2012 à Londres, Angleterre.

### Jeux asiatiques
- Médaille de bronze en -60 kg en 2010 à Canton, Chine.
- Médaille d'argent en -54 kg en 2006 à Doha, Qatar.